# Cristian Novacek
Cristian Alexandru Novacek (sinh ngày 8 tháng 2 năm 1996) là một cầu thủ bóng đá người România thi đấu ở vị trí tiền vệ cho Afumați.